# Robert Hoyt
Robert Hoyt é um sonoplasta estadunidense. Venceu o Oscar de melhor mixagem de som na edição de 1976 por Jaws, ao lado de Roger Heman Jr., Earl Madery e John Carter.